# Giovanna Garzoni
Giovanna Garzoni (Ascoli Piceno, 1600 - Rome, 1670) was een Italiaanse barokschilder in Europa. Garzoni begon in haar werk met religieuze, mythische en allegorische onderwerpen, maar is bekend geworden door haar tempera- en waterverfwerken met botanische onderwerpen. Dankzij haar bijna wetenschappelijk realisme en het gebruik van ruimte in haar schilderijen verwierf zij haar status als prominent kunstenaar.
Zij had de bijnaam van Chaste Giovanna, omdat zij een gelofte had afgelegd om maagd te blijven. Zij is een van de weinige vrouwen uit die tijd die kon reizen door Europa en een opleiding volgen. Zo kon Giovanna werken aan haar carrière in plaats van verantwoordelijk te zijn voor de zorg van een gezin. 

## Leven
Haar ouders waren Giacomo Garzoni en Isabetta Gaia. Giovanna had een broer Mattio, met hem zou zij reizen gedurende haar carrière als kunstenaar. De grootouders van Garzoni kwamen uit Venetië. Van haar moederskant is er een oom Pietro Gaia, een schilder die studeerde aan de school van Palma de Jonge. Er wordt gespeculeerd over de invloed van deze oom in de carrière van Giovanna Garzoni. 

## Carrière
De eerste 15 jaar woonde Garzoni in Rome. In 1616 accepteerde Garzoni een opdracht van bioloog/scheikundige Giovanni Vorvino te Rome. De opdracht bestond uit het schilderen van een herbarium.

In 1620 ging Garzoni naar Venetie om de heilige Andreas te schilderen voor de Venetiaanse Kerk van de Ospedale degli Incurabili. Zij bleef nog jaren in Venetië en bezocht onder andere de kalligrafieschool van Giocomo Rogni. Korte tijd na haar studie hier, publiceerde Garzoni een boek over cursief schrift Libro de'caratteri Cancellereschi Corsivi.

In 1630 Garzoni vertrok samen met haar broer Mattio naar Napels waar ze ging werken voor de Spaanse onderkoning, de hertog van Alacala. Garzoni bleef één jaar in Napels en verhuisde naar Rome in 1631. Haar verblijf is hier echter kort, omdat Christina van Frankrijk haar overhaalt om als miniaturist voor het Turijns hof te werken. Ze bleef van 1631 tot 1637 in Turijn. 

In 1640 kwam ze in Parijs aan en bleef hier tot 1642 waarna ze terugkeerde naar Rome. Garzoni reisde op en neer tussen Rome en Florence tot 1651. Haar grote werkgever was de prominente Medici-familie, met name groothertog Ferdinando II, groothertogin Victoria en Gardinal Giovan Carlo.

Na het werken voor het Medicihof, besloot Garzoni zich in 1651 te vestigen in Rome waar ze voor het Florentijnse hof zou werken. 

Naast haar schilderwerk, was Garzoni betrokken bij bijeenkomsten van de Accademia di San Luca, een programma gericht op het ontwikkelen, netwerken en professionalisering van de schilders, architecten en beeldhouwers van Rome.

Uit verschillende bronnen blijkt dat werken van Garzoni zo gewild waren en dat zij elke prijs kon vragen.

## Werken

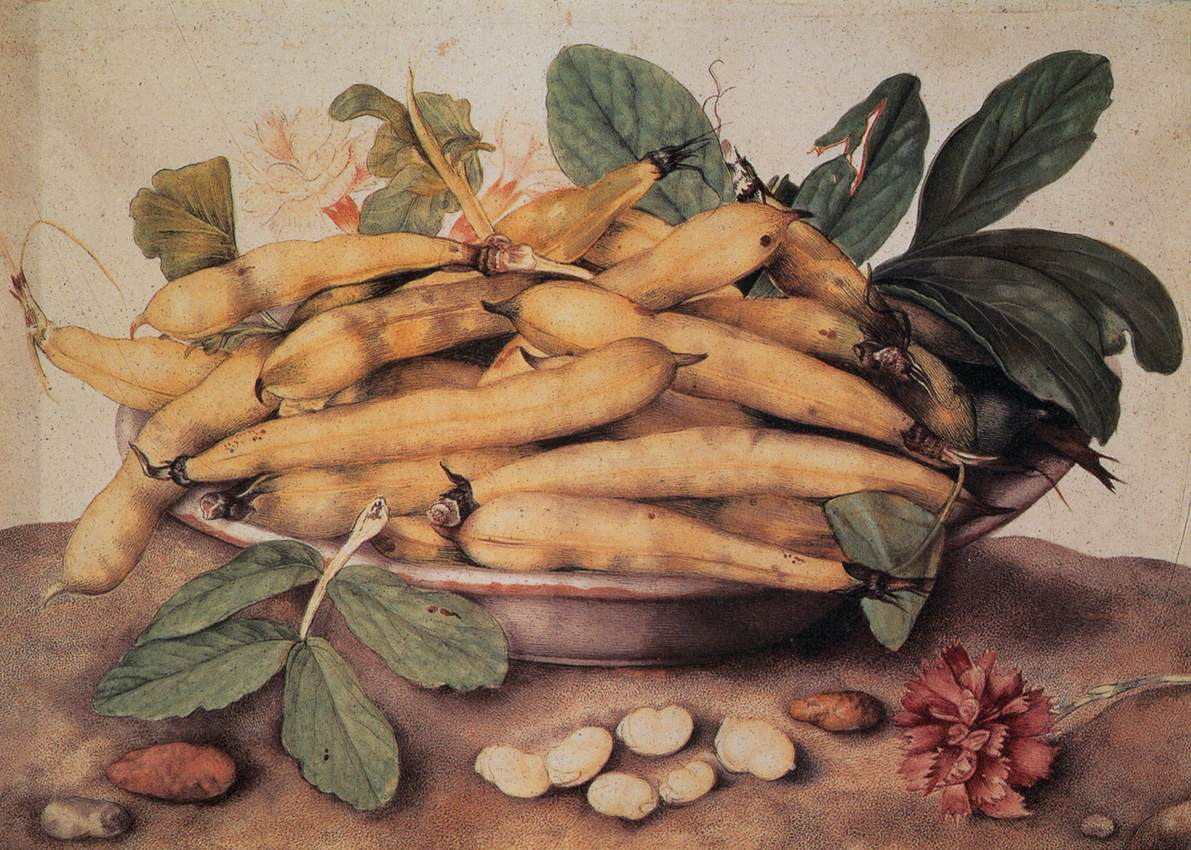
Stilleven met schaal witte bonen, ca. 1650-1662. Gouache op perkament. Galleria Paletina, Florence.
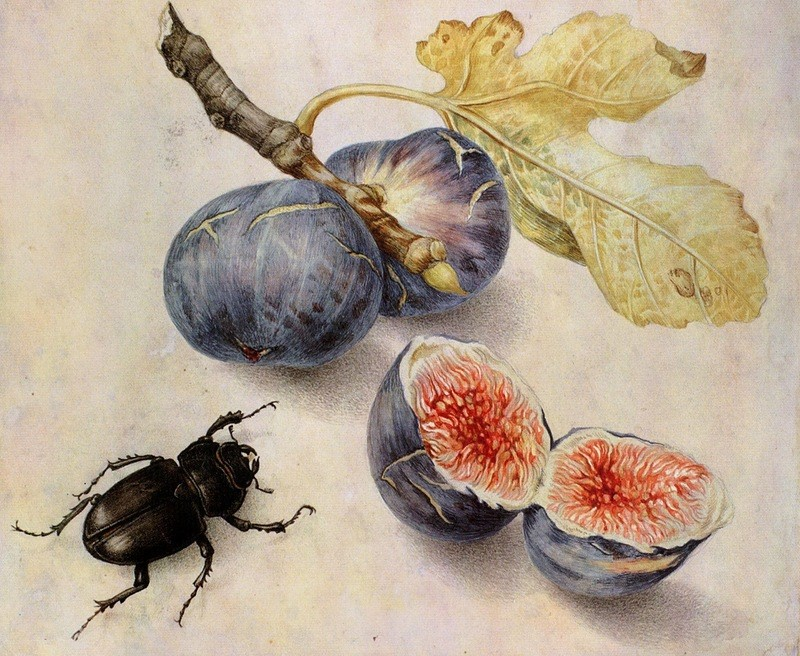
Schildering van vijgen en insect.
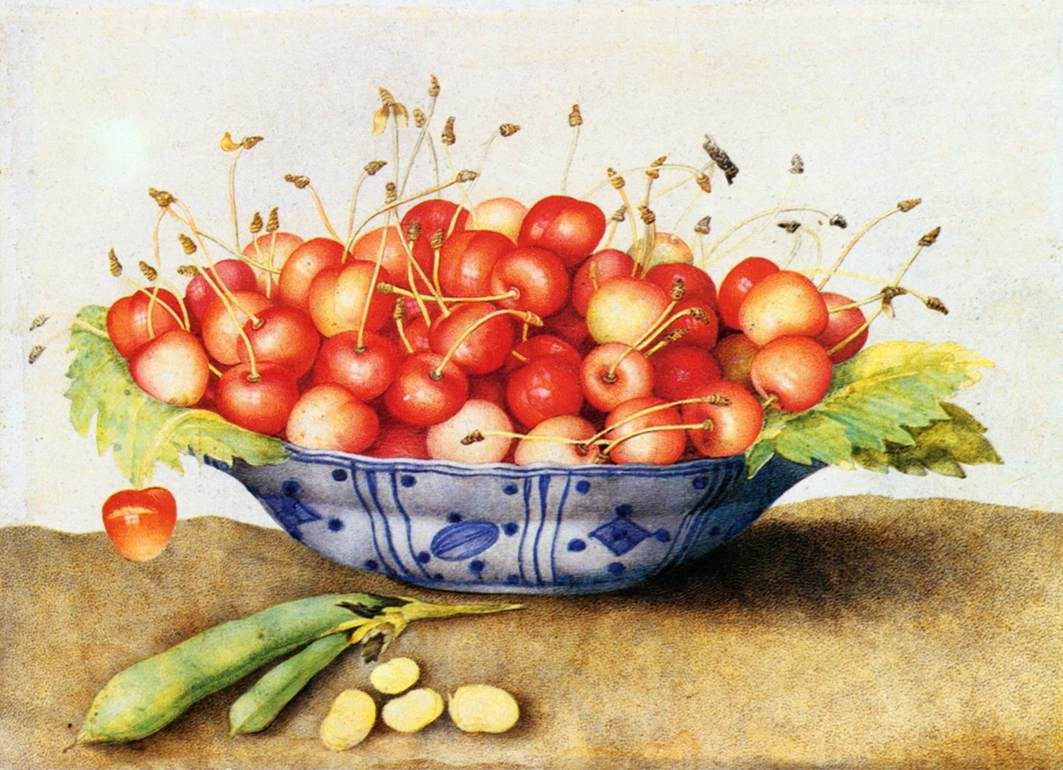
Chinees porselein met kersen. Olieverf op canvas.
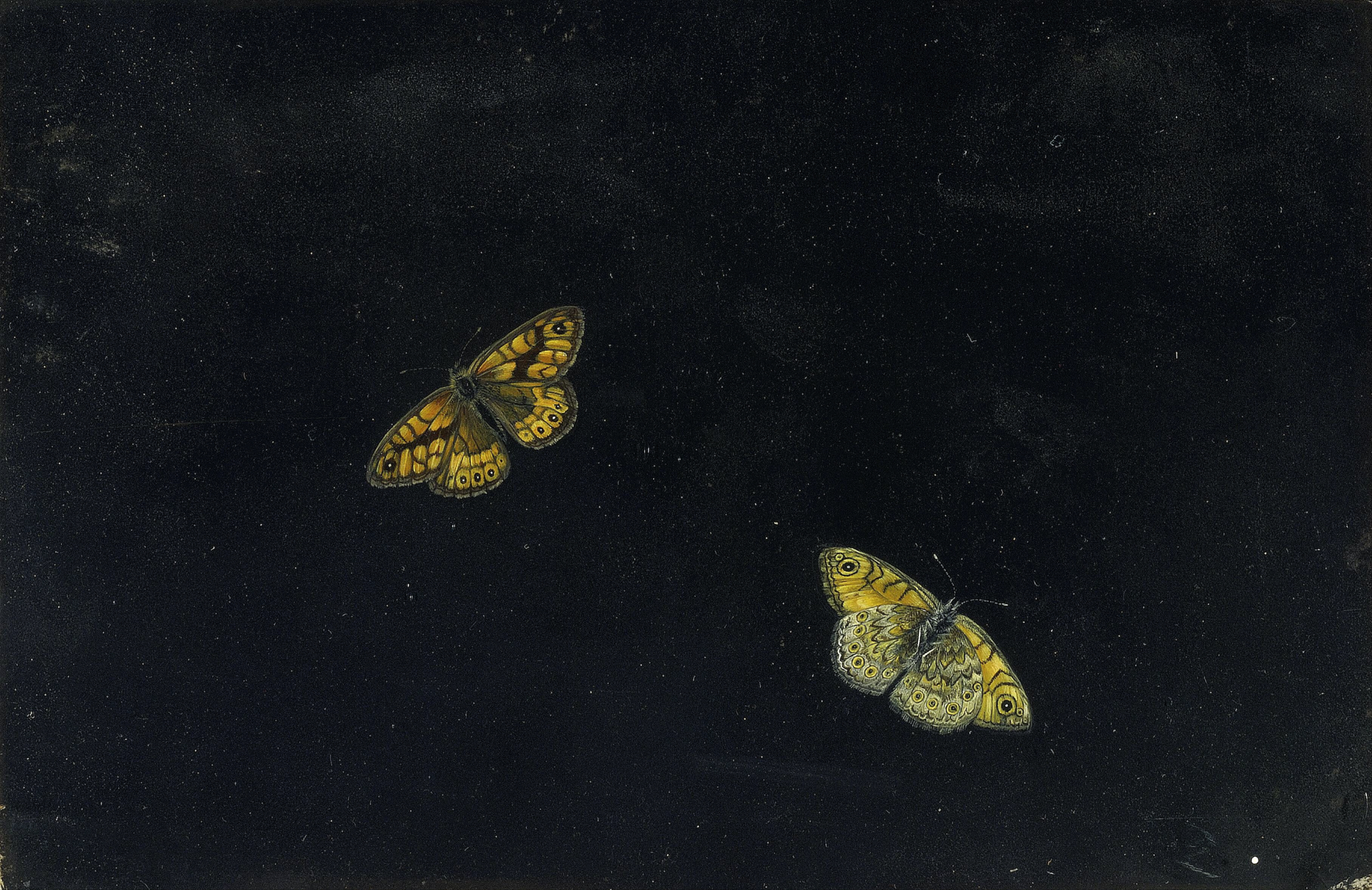
Twee vlinders, ca. 1670. Tempera op perkament. Afm. 16 × 24,5 cm.

## Dood
In 1666 - vanwege haar zwakke gezondheid - maakte Garzoni haar testament op. Daarin bepaalde zij dat haar landgoed na haar overlijden naliet aan de kerk van Santa Martina, de kerk van de Accademia di San Luca, als zij in de kerk begraven zou worden.
Garzoni overleed in Rome in februari 1670 op 70-jarige leeftijd. Haar graf bevindt zich in de kerk van Santa Martina, maar pas vanaf 1698, bijna 29 jaar na haar dood werd zij daadwerkelijk bijgezet. Bij haar graf bevindt zich ook een portret van Giovanna Garzoni, uitgevoerd door de schilder Giuseppe Ghezzi, die ook verbonden was aan de Accademia di san Luca. 
- Biblioteca Nacional de España: XX4749587
- Bibliothèque nationale de France: cb149745153 (data)
- Stuttgart Database of Scientific Illustrators 1450–1950: 5764
- Gemeinsame Normdatei: 119106833
- International Standard Name Identifier: 0000 0000 6631 0360
- Library of Congress Control Number: n93007807
- MusicBrainz: 1b6b8e7e-c98a-4445-b2de-e3dbf46fd984
- Nationale Bibliotheek van Israël: 987007391912105171
- Nederlandse Thesaurus van Auteursnamen: 194198979
- Réseau des bibliothèques de Suisse occidentale: 02-A003281465
- RKD-Nederlands Instituut voor Kunstgeschiedenis: 30334
- Istituto Centrale per il Catalogo Unico: UBOV102853
- SNAC: w67w87zf
- Système universitaire de documentation: 031369634
- Union List of Artist Names: 500027455
- Virtual International Authority File: 24874829
- WorldCat: E39PBJkxGxmJDBBBQVPpD9xqwC